# ITF Women's Circuit Santiago
L'ITF Women's Circuit Santiago è un torneo professionistico di tennis giocato su campi in terra rossa. Fa parte dell'ITF Women's Circuit. Si gioca annualmente a Santiago del Cile in Cile.

## Albo d'oro

### Singolare
| Anno     | Campione                 | Finalista         | Punteggio        |
| -------- | ------------------------ | ----------------- | ---------------- |
| 2012     | Daniela Seguel           | Carolina Zeballos | 2–6, 7–5, 7–6(4) |
| 2012 (2) | Paula Cristina Gonçalves | Julia Cohen       | 0–6, 6–3, 6–4    |

### Doppio
| Anno     | Campioni                       | Finalisti                                  | Punteggio        |
| -------- | ------------------------------ | ------------------------------------------ | ---------------- |
| 2012     | Aranza Salut Carolina Zeballos | Cecilia Costa Melgar Daniela Seguel        | 4–6, 6–4, [10–8] |
| 2012 (2) | Mailen Auroux María Irigoyen   | Paula Cristina Gonçalves Roxane Vaisemberg | 6–4, 6–2         |